# نوئل کانادایی
نوئل کانادایی (نام علمی: Picea glauca) نام یک گونه از سرده کاج نوئل است.